# Беганзін
Беганзін (Гбеханзін) (7 вересня 1844 — 10 грудня 1896) — 13-й ахосу (володар) Дагомеї в 1889—1894 роках. Символом є акула (володар, наче акула, охороняє узбережжя країни).

## Життєпис
Походив з династії Алладаксону. Син ахосу Ґлеле. Народився 1844 року в Абомеї, отримавши ім'я Ахокпону. 1875 року призначається відашо (офіційним спадкоємцем) під ім'ям Кондо. У 1886 році відзначився під час походу проти держави Кету, яку підкорили.
1889 року після смерті батька успадкував трон, змінивши ім'я на Беганзін. При похованні батька приніс численні людські жертви. Також відмовився від продовження перемовин з французами на чолі з Жаном-Марі Байолем щодо умов концесії в Котону. Обидві сторони стали готуватися до війни. 1890 року дагомейське військо атакувала Котону, але зазнало поразки. Втім подальші бойові дії припинилися. Пропозицію щодо встановлення французького протекторату над Дагомеєю в обмін на щорічну платню Беганзіну 20 тис. франків відкинуто.
Весь час готувався до нової кампанії, закуповуючи гвинтівки та гармати, наймаючи радників з Бельгії та Німеччини. 1892 року Беганзін знову атакував французькі володіння біля Порто-Ново і Великого Попо, оскільки вважав їх спадковими володіннями. 19 вересня у битві біля Догби дагомейське військо зазнало поразки. В долині річку Зу французи знищили священні дерева, а в листопаді 1892 року захопили та сплюндрували місто Кана. 1893 року французи зайняли область Кету, відновивши там повалену династію. Беганзін перейшов до партизанського спротиву. Зрештою військо на чолі з Альфредом Доддсом, захопивши долину Веме, підійшло до столиці Абомей, де 15 січня 1894 року Беганзін мусив здатися.
Його заслали спочатку на о. Мартиніку, а потім перевели до Алжиру, де колишній ахосу помер 1906 року. Французи поставили на трон Дагомеї Аголіагбо.